# 蓮華寺 (千葉県多古町)
蓮華寺（れんげじ）は、千葉県香取郡多古町にある、日蓮宗の寺院。山号は妙法山。旧本山は、平賀本土寺。奠師法縁。塔頭として玉泉寺がある。

## 概要
江戸時代、檀林（玉造檀林）が開かれて多くの学徒が学んだが、不受不施派の弾圧により、廃檀した。当時、日浣が講師を務めていたが、肥後人吉へ流罪となった。

## 歴史
- 1287年（弘安10年）日位は真言宗の観音院を日蓮宗に改宗し、蓮華寺と改称する。
- 1642年（寛永1年）誕生寺・日遵は玉造檀林を開檀する。
- 1665年（寛文5年）不受不施派の弾圧により、玉造檀林5世・日浣は流罪となる。
- 1666年（寛文6年）宗門改により、玉造檀林は廃檀する。
- 1780年（安永9年）火災により、本堂は焼失する。
- 1781年（天明1年）本堂は再建する。

## 交通アクセス
- 千葉交通玉造坂下バス停下車。

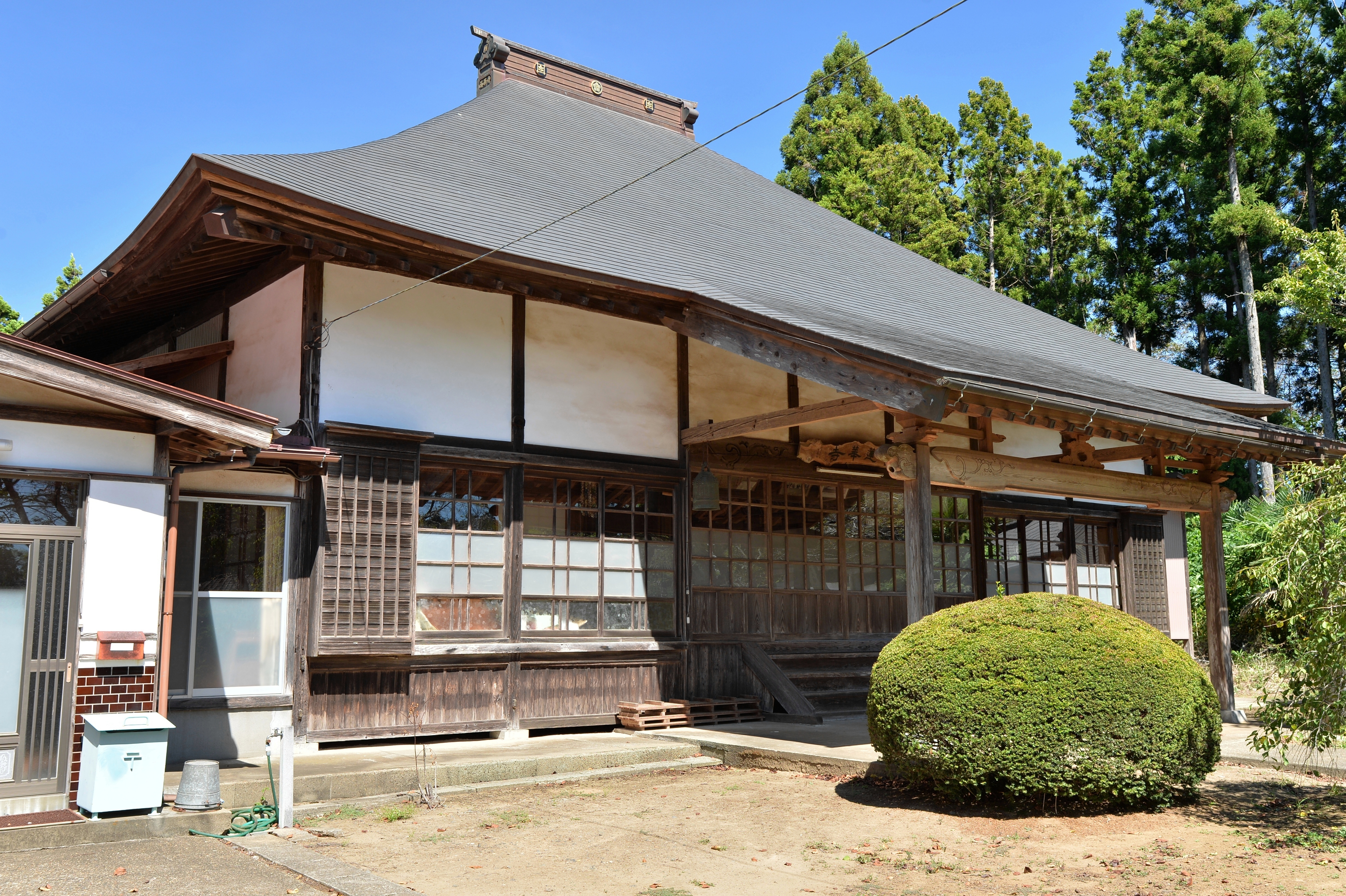
本堂
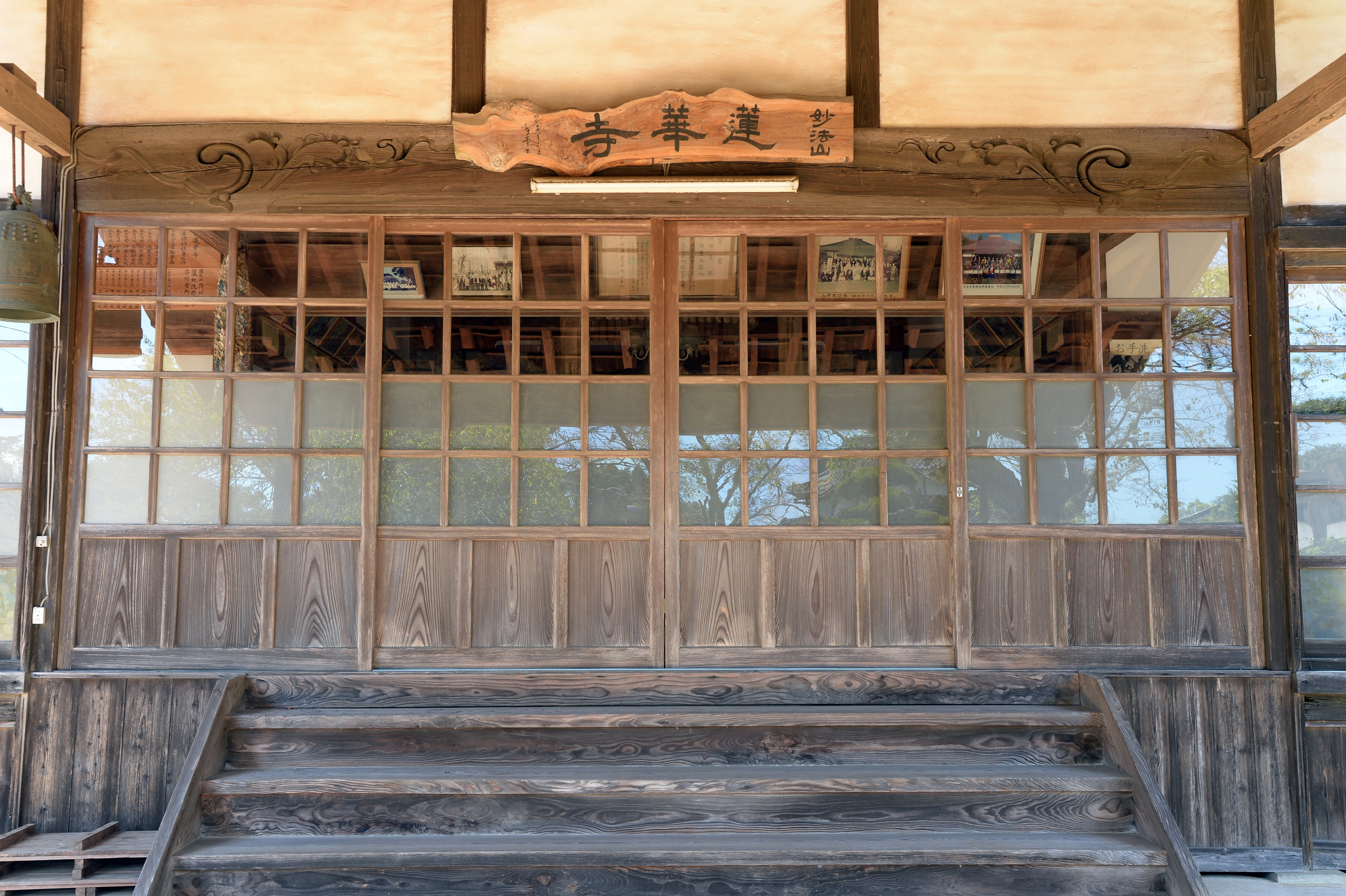
本堂正面
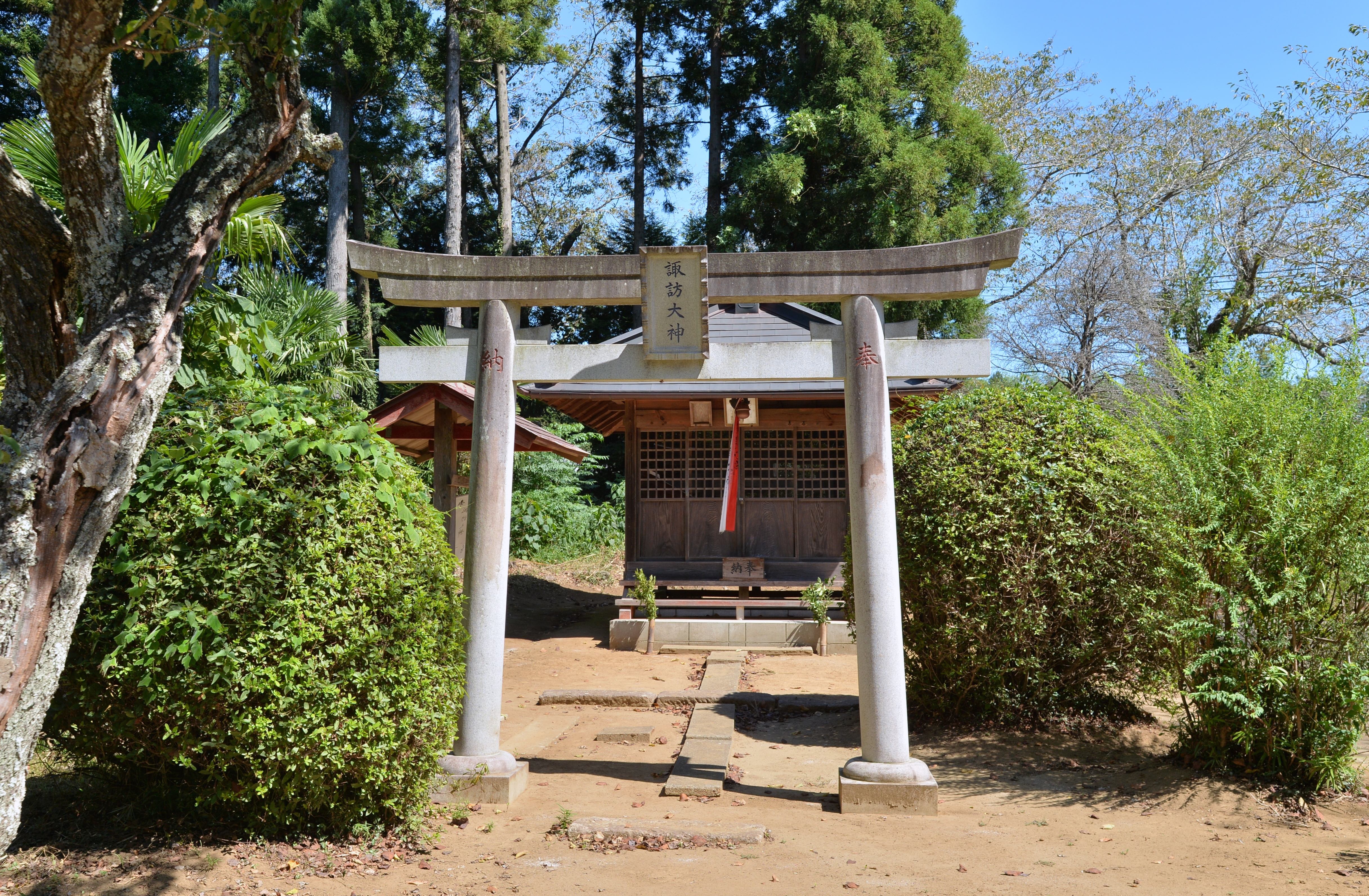
境内にある諏訪大神